# Distretto di Bigėr
Il distretto di Bigėr è uno dei diciotto distretti (sum) in cui è suddivisa la provincia del Gov'-Altaj, in Mongolia. Conta una popolazione di 2.197 abitanti (censimento 2009). 